# Euchromia ceramica
Euchromia ceramica là một loài bướm đêm thuộc phân họ Arctiinae, họ Erebidae.